# Natação no Campeonato Mundial de Esportes Aquáticos de 2017 - 100 m borboleta feminino
A prova dos 100 metros borboleta feminino da natação no Campeonato Mundial de Esportes Aquáticos de 2017 ocorreu nos dias 23 de julho e 24 de julho em Budapeste na Hungria.

## Recordes
Antes desta competição, os recordes mundiais e do campeonato nesta prova eram os seguintes:
| Tipo                  | Atleta         | Tempo | Local          | Data                |
| --------------------- | -------------- | ----- | -------------- | ------------------- |
|                       | Sarah Sjöström | 55.48 | Rio de Janeiro | 7 de agosto de 2016 |
| Recorde do campeonato | Sarah Sjöström | 55.64 | Cazã           | 3 de agosto de 2015 |

Os seguintes novos recordes foram estabelecidos durante esta competição. 
| Data        | Prova | Nadadora       | Nacionalidade | Tempo | Recordes              |
| ----------- | ----- | -------------- | ------------- | ----- | --------------------- |
| 24 de julho | Final | Sarah Sjöström | Suécia        | 55.53 | Recorde do campeonato |

## Medalhistas
| Ouro                 | Prata             | Bronze              |
| Sarah Sjöström (SWE) | Emma McKeon (AUS) | Kelsi Worrell (USA) |

## Resultados

### Eliminatórias
Esses foram os resultados das eliminatórias. Foram realizadas no dia 23 de julho com início às 09:30. 
| Pos. | Bateria | Raia | Nadadora           | Nacionalidade                 | Tempo   | Notas            |
| ---- | ------- | ---- | ------------------ | ----------------------------- | ------- | ---------------- |
| 1    | 5       | 4    | Sarah Sjöström     | Suécia                        | 55.96   | Q                |
| 2    | 3       | 4    | Kelsi Worrell      | Estados Unidos                | 56.44   | Q                |
| 3    | 4       | 5    | Emma McKeon        | Austrália                     | 56.81   | Q                |
| 4    | 3       | 5    | Rikako Ikee        | Japão                         | 57.45   | Q                |
| 5    | 4       | 4    | Penny Oleksiak     | Canadá                        | 57.51   | Q                |
| 6    | 4       | 6    | Zhang Yufei        | China                         | 57.54   | Q                |
| 7    | 5       | 6    | An Se-hyeon        | Coreia do Sul                 | 57.83   | Q                |
| 8    | 5       | 3    | Svetlana Chimrova  | Rússia                        | 57.85   | Q                |
| 9    | 4       | 3    | Ilaria Bianchi     | Itália                        | 57.98   | Q                |
| 10   | 3       | 3    | Liliána Szilágyi   | Hungria                       | 58.00   | Q                |
| 11   | 5       | 7    | Sarah Gibson       | Estados Unidos                | 58.16   | Q                |
| 12   | 4       | 7    | Aliena Schmidtke   | Alemanha                      | 58.24   | Q                |
| 13   | 3       | 2    | Kimberly Buys      | Bélgica                       | 58.45   | Q                |
| 14   | 5       | 5    | Lu Ying            | China                         | 58.51   | Q                |
| 15   | 4       | 2    | Alys Thomas        | Reino Unido                   | 58.65   | Q                |
| 16   | 5       | 1    | Brianna Throssell  | Austrália                     | 58.66   | Q                |
| 17   | 5       | 2    | Farida Osman       | Egito                         | 58.67   |                  |
| 18   | 3       | 6    | Katerine Savard    | Canadá                        | 58.71   |                  |
| 19   | 3       | 1    | Louise Hansson     | Suécia                        | 58.86   |                  |
| 20   | 3       | 8    | Emilie Beckmann    | Dinamarca                     | 58.95   |                  |
| 21   | 3       | 7    | Béryl Gastaldello  | França                        | 58.97   |                  |
| 22   | 5       | 8    | Anna Ntountounaki  | Grécia                        | 59.01   |                  |
| 23   | 4       | 1    | Charlotte Atkinson | Reino Unido                   | 59.04   |                  |
| 24   | 5       | 0    | Keren Siebner      | Israel                        | 59.72   |                  |
| 25   | 4       | 9    | Nastja Govejšek    | Eslovênia                     | 1:00.25 |                  |
| 26   | 4       | 8    | Lucie Svěcená      | Chéquia                       | 1:00.34 |                  |
| 27   | 2       | 4    | Martina van Berkel | Suíça                         | 1:00.50 |                  |
| 28   | 2       | 6    | Amina Kajtaz       | Bósnia e Herzegovina          | 1:00.77 |                  |
| 29   | 3       | 0    | Chan Kin Lok       | Hong Kong                     | 1:00.52 |                  |
| 30   | 4       | 0    | Isabella Paéz      | Venezuela                     | 1:00.90 |                  |
| 31   | 2       | 5    | Marie Laura Meza   | Costa Rica                    | 1:01.25 |                  |
| 32   | 3       | 9    | Bryndis Hansen     | Islândia                      | 1:01.32 |                  |
| 33   | 2       | 3    | Emily Muteti       | Quênia                        | 1:01.35 | Recorde nacional |
| 34   | 5       | 9    | Barbora Mišendová  | Eslováquia                    | 1:01.71 |                  |
| 35   | 2       | 2    | Jasmine Alkhaldi   | Filipinas                     | 1:01.80 |                  |
| 36   | 2       | 1    | Robyn Lee          | Zimbabwe                      | 1:02.84 |                  |
| 37   | 2       | 8    | Julimar Avila      | Honduras                      | 1:03.38 | Recorde nacional |
| 38   | 1       | 5    | Elodie Poo-cheong  | Ilhas Maurícias               | 1:03.68 | Recorde nacional |
| 39   | 2       | 0    | Matelita Buadromo  | Fiji                          | 1:04.94 |                  |
| 40   | 1       | 6    | Damini Gowda       | Índia                         | 1:06.19 |                  |
| 41   | 1       | 8    | Yusra Mardini      | Atletas independentes da FINA | 1:07.99 |                  |
| 42   | 1       | 2    | Mishael Ayub       | Paquistão                     | 1:08.33 | Recorde nacional |
| 43   | 2       | 9    | Alania Suttie      | Samoa                         | 1:08.77 |                  |
| 44   | 1       | 3    | Lara Aklouk        | Jordânia                      | 1:09.37 |                  |
| 45   | 1       | 1    | Faith Edorodion    | Nigéria                       | 1:13.89 |                  |
| 46   | 1       | 7    | Mineri Gomez       | Guam                          | 1:17.47 |                  |
| 47   | 1       | 4    | Gessica Stagno     | Moçambique                    | DNS     | DNS              |
| 47   | 2       | 7    | Azra Avdic         | Peru                          | DNS     | DNS              |

### Semifinal
Esses foram os resultados das semifinais. Foram realizadas no dia 23 de julho com início às 17h42. 
Semifinal 1
| Pos. | Raia | Nadadora          | Nacionalidade  | Tempo | Notas |
| ---- | ---- | ----------------- | -------------- | ----- | ----- |
| 1    | 4    | Kelsi Worrell     | Estados Unidos | 56.74 | Q     |
| 2    | 5    | Rikako Ikee       | Japão          | 56.89 | Q     |
| 3    | 3    | Zhang Yufei       | China          | 57.29 | Q     |
| 4    | 6    | Svetlana Chimrova | Rússia         | 57.64 | Q     |
| 5    | 2    | Liliána Szilágyi  | Hungria        | 57.75 |       |
| 6    | 7    | Aliena Schmidtke  | Alemanha       | 57.87 |       |
| 7    | 8    | Brianna Throssell | Austrália      | 58.21 |       |
| 8    | 1    | Lu Ying           | China          | 58.45 |       |

Semifinal 2
| Pos. | Raia | Nadadora       | Nacionalidade  | Tempo | Notas |
| ---- | ---- | -------------- | -------------- | ----- | ----- |
| 1    | 4    | Sarah Sjöström | Suécia         | 55.77 | Q     |
| 2    | 5    | Emma McKeon    | Austrália      | 56.23 | Q, =  |
| 3    | 3    | Penny Oleksiak | Canadá         | 57.07 | Q     |
| 4    | 6    | An Se-hyeon    | Coreia do Sul  | 57.15 | Q,    |
| 5    | 2    | Ilaria Bianchi | Itália         | 57.95 |       |
| 6    | 8    | Alys Thomas    | Reino Unido    | 58.21 |       |
| 7    | 7    | Sarah Gibson   | Estados Unidos | 58.48 |       |
| 8    | 1    | Kimberly Buys  | Bélgica        | 58.49 |       |

### Final
A final foi realizada em 24 de julho às 17h40. 
| Pos.              | Raia | Nadadora          | Nacionalidade  | Tempo | Notas                 |
| ----------------- | ---- | ----------------- | -------------- | ----- | --------------------- |
| Medalha de ouro   | 4    | Sarah Sjöström    | Suécia         | 55.53 | Recorde do campeonato |
| Medalha de prata  | 5    | Emma McKeon       | Austrália      | 56.18 | Recorde da Oceania    |
| Medalha de bronze | 3    | Kelsi Worrell     | Estados Unidos | 56.37 |                       |
| 4                 | 2    | Penny Oleksiak    | Canadá         | 56.94 |                       |
| 5                 | 7    | An Se-hyeon       | Coreia do Sul  | 57.07 | Recorde nacional      |
| 6                 | 6    | Rikako Ikee       | Japão          | 57.08 |                       |
| 7                 | 8    | Svetlana Chimrova | Rússia         | 57.24 |                       |
| 8                 | 1    | Zhang Yufei       | China          | 57.51 |                       |

Legenda
| Recorde mundial       | Recorde mundial (World record)               |                       | Recorde africano                      | Recorde africano (African) |                                           | Q | Classificado por posição (Qualified) |
| Recorde do campeonato | Recorde do campeonato (Championship record)  | Recorde da América    | Recorde da América (Americas)         | q                          | Classificado por melhor tempo (Qualified) |   |                                      |
| Melhor marca do ano   | Melhor marca do ano (World leading)          | Recorde asiático      | Recorde asiático (Asian)              | DNS                        | Não largou (Did not start)                |   |                                      |
| Recorde nacional      | Recorde nacional (National record)           | Recorde europeu       | Recorde europeu (European)            | DNF                        | Não terminou (Did not finish)             |   |                                      |
| Recorde pessoal       | Recorde pessoal do atleta (Personal best)    | Recorde da Oceania    | Recorde da Oceania (Oceania)          | DSQ / DQ                   | Desclassificado (Disqualified)            |   |                                      |
| Recorde da temporada  | Recorde da temporada do atleta (Season best) | Recorde sul-americano | Recorde sul-americano (South America) | NM                         | Sem marca (No mark)                       |   |                                      |